# Chandrasala

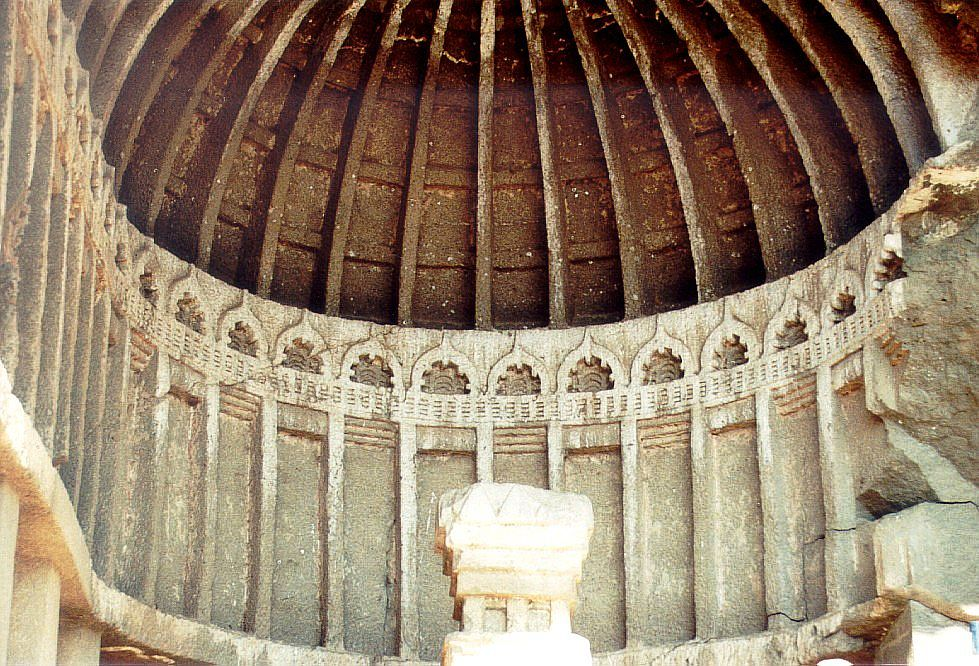
Gereihtes chandrasala-Motiv in der Chaitya-Halle der Aurangabad-Höhlen (3. Jh.)

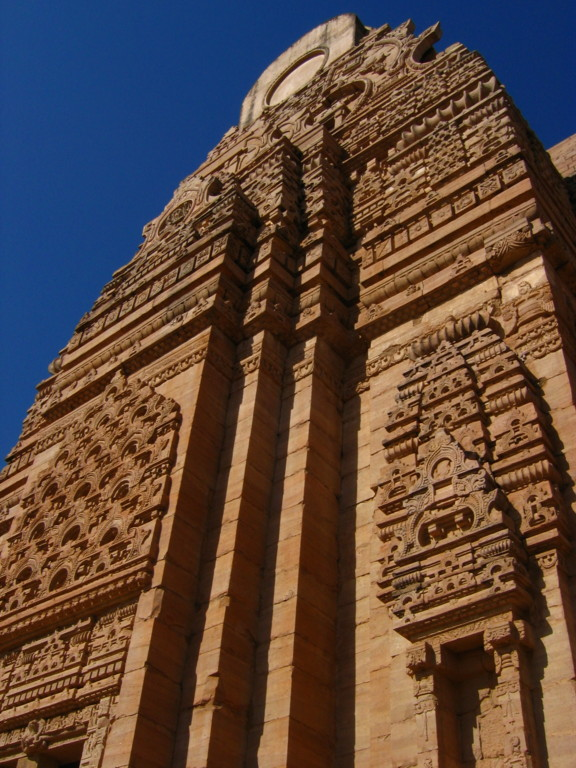
Zu Dekorpaneelen (udgamas) kombinierte chandrasala-Motive am Teli-ka-Mandir in Gwalior (8. Jh.)

Als Chandrasalas (vgl. auch kudu) werden in der indischen Architektur kleine – meist in Reihen oder Gruppen angeordnete – Fenster- oder Blendfenstermotive bezeichnet, die hauptsächlich im Norden Indiens verbreitet sind.

## Etymologie
Der Begriff chandrasala stammt aus dem Sanskrit (chandra चन्द्र = „Mond“; śāla शाल = „Haus“) und lässt sich am Sinnvollsten mit „Halbmondfenster“ übersetzen (vgl. den europäischen Begriff Lünette).

## Geschichte
Ursprünglich stammen die chandrasalas aus der Holzbauweise, was sich noch an den oft im Innern befindlichen und perspektivisch verkürzten Imitationen von Balkengewölben mit Querverstrebungen ablesen lässt. An den Fassaden der buddhistischen Chaitya-Hallen (Ajanta, Ellora, Karli, Bhaja, Bedsa u. a.) wurden sie dann erstmals in Stein gehauen, wobei das Motiv schnell als dekorativ erkannt wurde und – neben- und übereinander gestellt – auch an frühen Hindutempeln als Blenddekor vielfältige Verwendung fand.

## Charakteristika
Charakteristisch für die chandrasalas (oder kudus) ist ihre halbrunde Form mit unten eingezogenen Enden, woraus sich das Motiv eines Hufeisenbogens ergibt; der äußere Bogen ist am oberen Ende hochgezogen und läuft spitz zu, so dass die Form eines Kielbogens entsteht. Beide Bogenformen sind statisch ohne jede Bedeutung und waren in der gesamten Weltarchitektur der damaligen Zeit völlig unbekannt; der Kielbogen gelangte erst im 13./14. Jahrhundert – wahrscheinlich vermittelt durch den Islam – nach Europa und wurde zu einem wichtigen Dekorelement der Spätgotik.

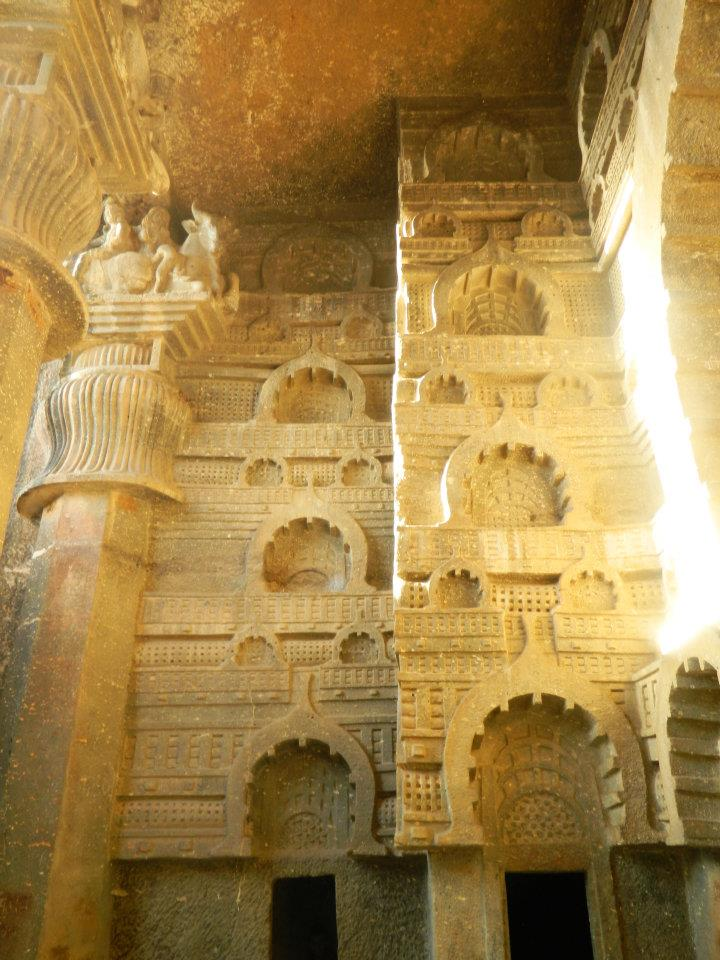
Höhlentempel von Bedsa (Maharashtra)
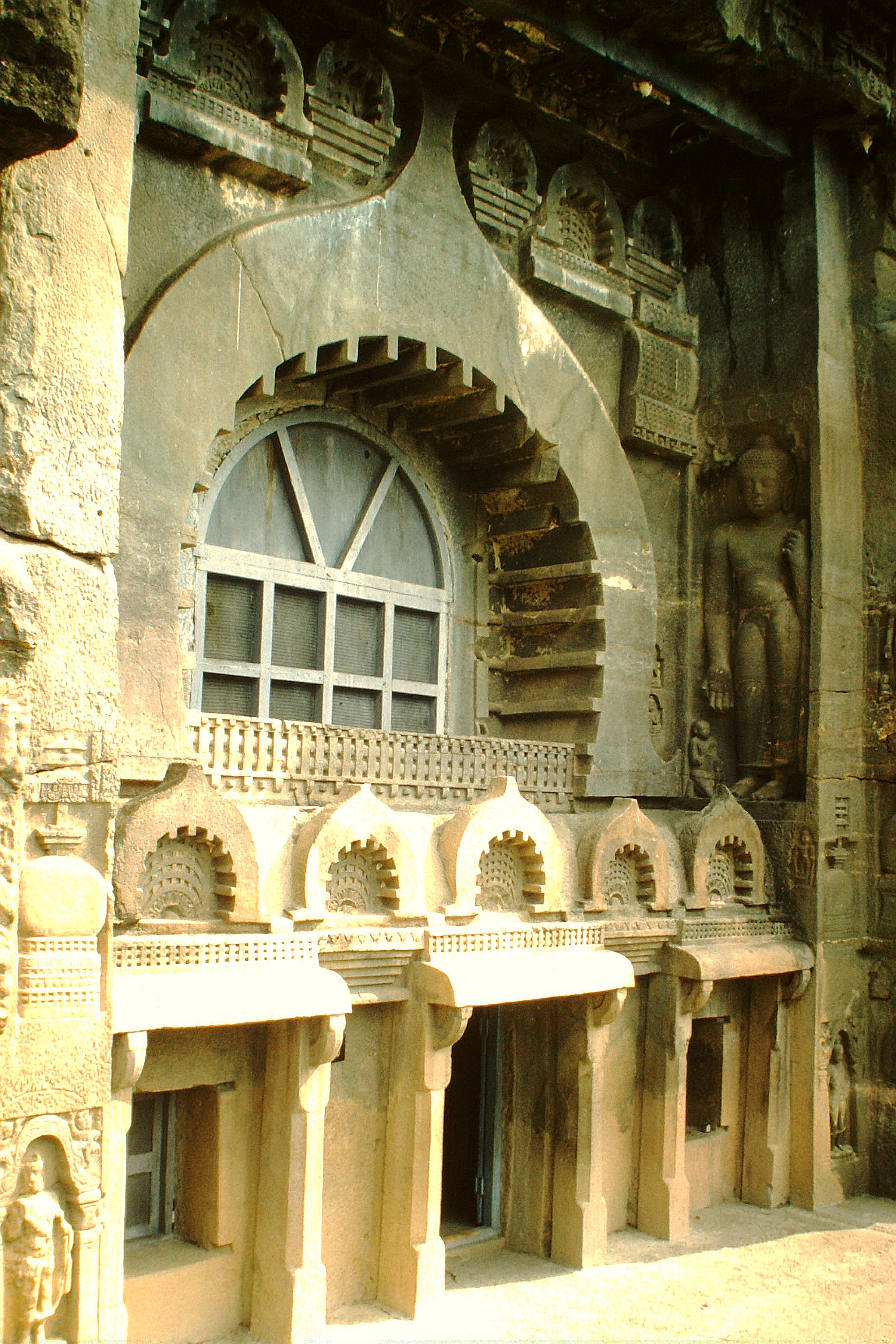
Höhle 9 von Ajanta (Maharashtra)
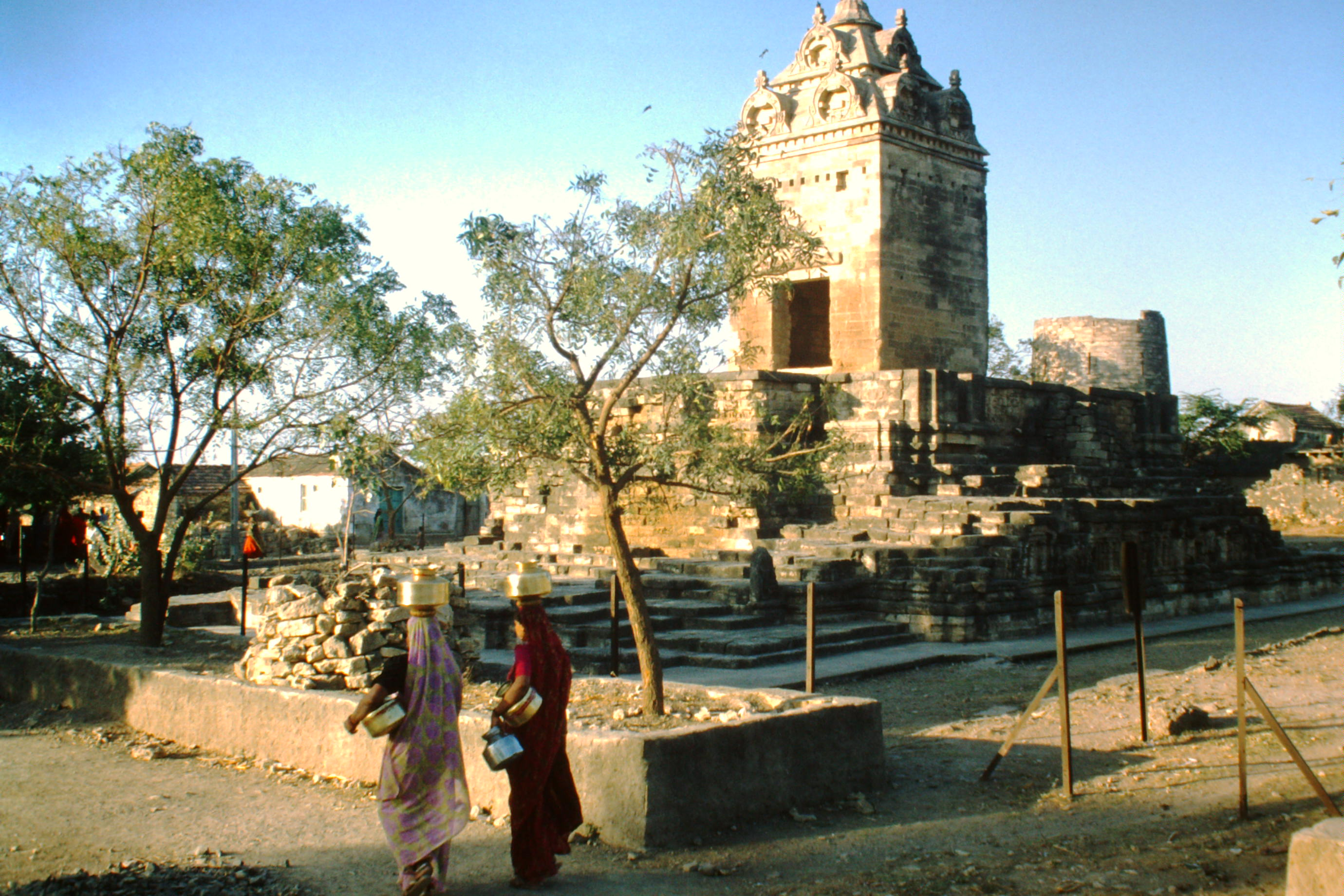
Dachaufbau des Gupta-Tempels von Gop (Gujarat)
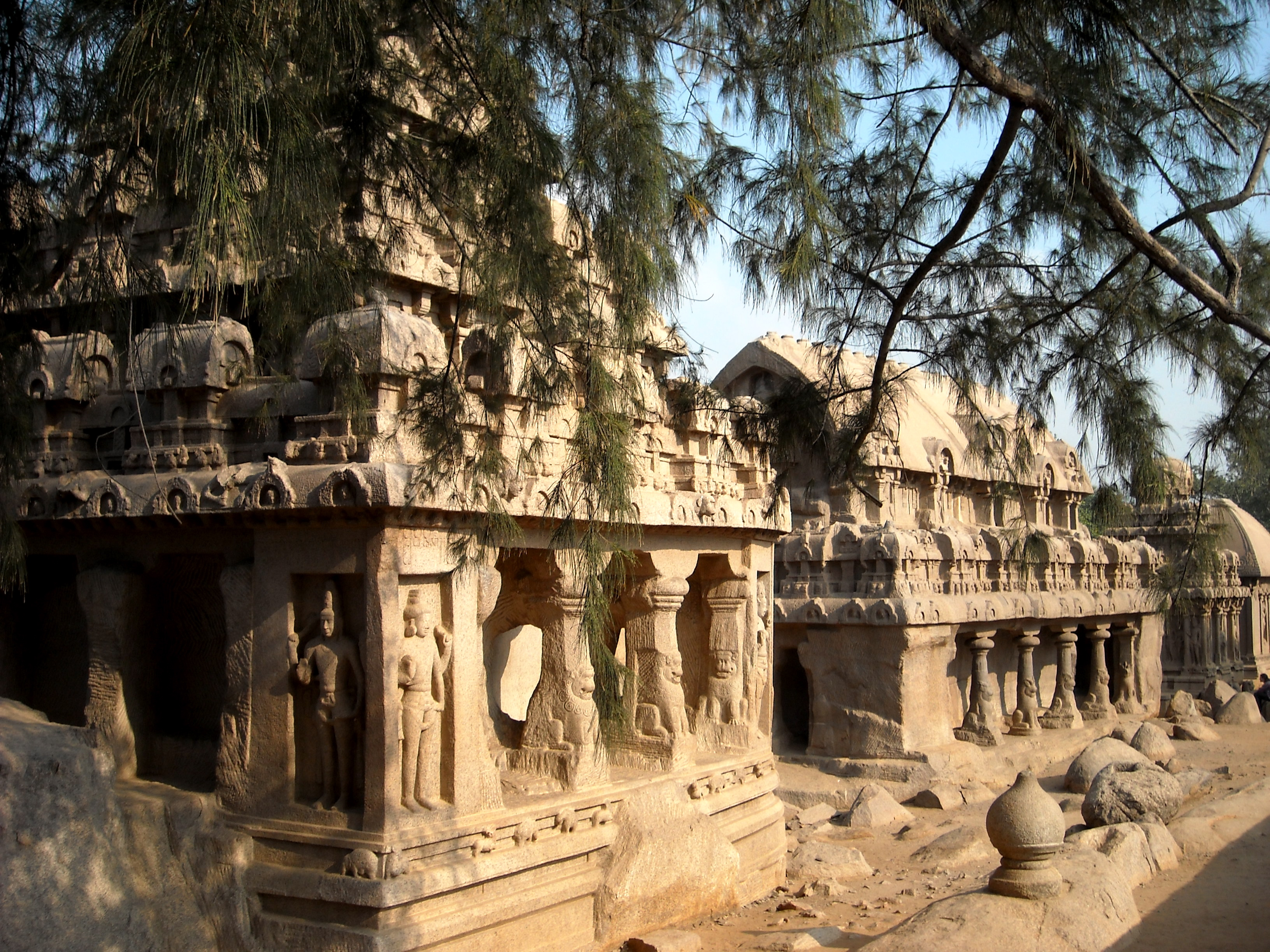
ratha-Scheintempel von Mamallapuram (Tamil Nadu)